# Satellite Beach
Satellite Beach é uma cidade localizada no estado americano da Flórida, no condado de Brevard. Foi incorporada em 1957.

## Geografia
De acordo com o United States Census Bureau, a cidade tem uma área de 11,1 km², onde 7,6 km² estão cobertos por terra e 3,5 km² por água.

### Localidades na vizinhança
O diagrama seguinte representa as localidades num raio de 16 km ao redor de Satellite Beach.

## Demografia
Segundo o censo nacional de 2010, a sua população é de 10 109 habitantes e sua densidade populacional é de 1 336,7 hab/km². Possui 4 953 residências, que resulta em uma densidade de 654,9 residências/km².